# Valašské Klobouky
Valašské Klobouky (en allemand : Wallachisch Klobouk) est une commune du district et de la région de Zlín, en Tchéquie. Sa population s'élevait à 4 864 habitants en 2025.

## Géographie
Valašské Klobouky se trouve à 27 km à l'est-sud-est de Zlín, à 103 km à l'est de Brno et à 278 km au sud-est de Prague.

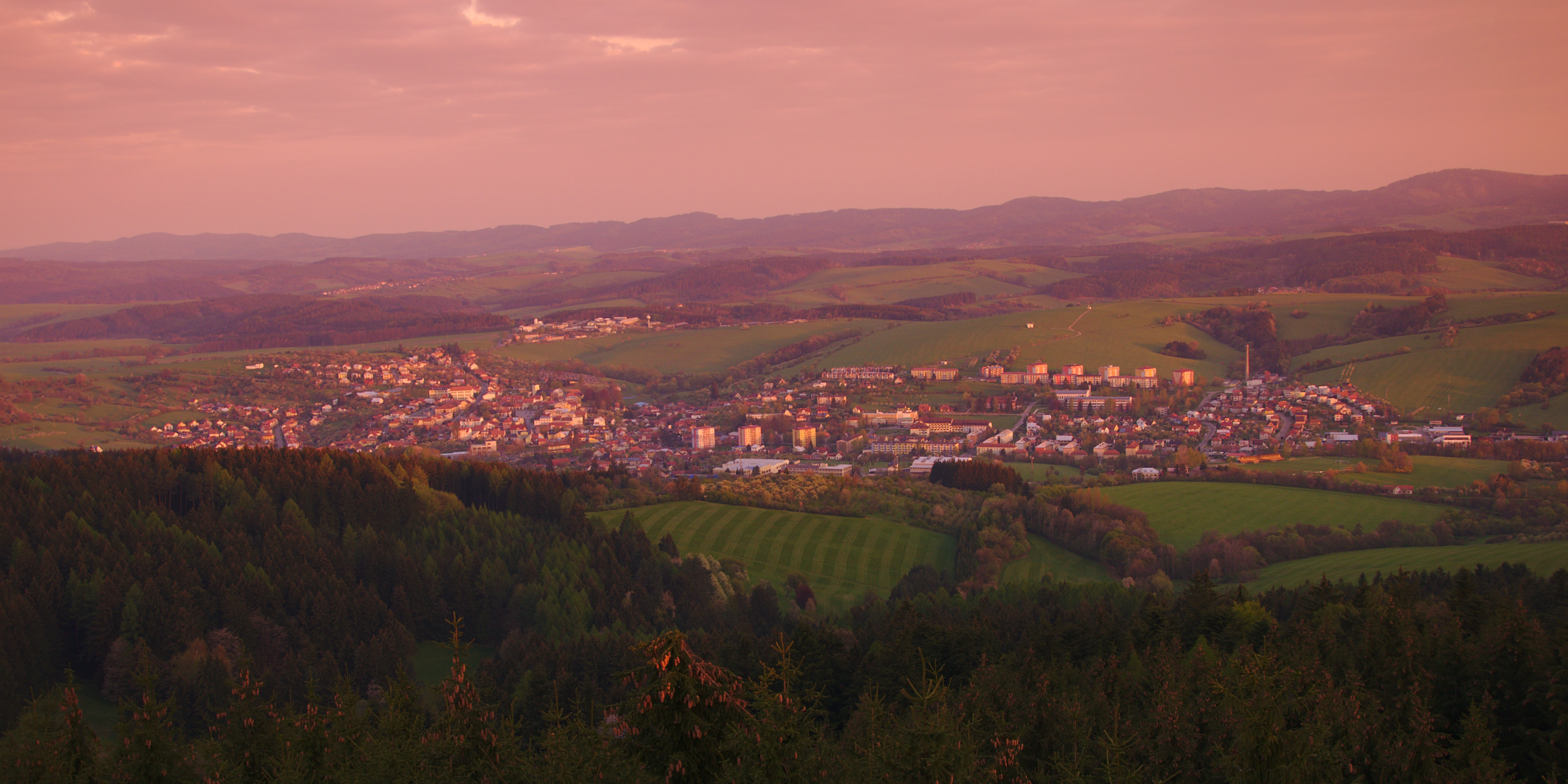
Vue générale de Valašské Klobouky.

La commune est limitée par Drnovice, Tichov et Lačnov au nord, par Poteč à l'est, par Návojná et Brumov-Bylnice au sud, et par Křekov et Vlachova Lhota à l'ouest.

## Histoire
La première mention écrite de la localité date de 1356.

## Administration
La commune se compose de quatre sections :
- Lipina
- Mirošov
- Smolina
- Valašské Klobouky

## Transports
Par la route, Valašské Klobouky trouve à 6 km de Brumov-Bylnice, à 36 km de Zlín, à 124 km de Brno et à 338 km de Prague.

## Jumelage
La commune est jumelée avec :
- Pruské (Slovaquie)